# Fissidens crassinervis
Fissidens crassinervis är en bladmossart som beskrevs av Sande Lacoste 1872. Fissidens crassinervis ingår i släktet fickmossor, och familjen Fissidentaceae. Inga underarter finns listade i Catalogue of Life.